# Pardosa aenigmatica
Pardosa aenigmatica este o specie de păianjeni din genul Pardosa, familia Lycosidae, descrisă de Tongiorgi, 1966. Conform Catalogue of Life specia Pardosa aenigmatica nu are subspecii cunoscute.